# Kyle Capobianco
Kyle Capobianco (Mississauga, Ontario, 13 de agosto de 1997) es un jugador profesional canadiense de hockey sobre hielo que se desempeña en la posición de defensor izquierdo en Winnipeg Jets, equipo de la National Hockey League (NHL).

## Carrera
Fue seleccionado en la tercera ronda en la NHL Entry Draft de 2015. En 2017 hizo su debut profesional con el equipo Arizona Coyotes, en el cual jugó cinco temporadas (2017-2022), después pasó a Winnipeg Jets, donde lleva jugando una temporada.